# ATC kód C10
ATC kód C10 Prostředky snižující hladinu lipidů v séru je hlavní terapeutická skupina anatomické skupiny C. Kardiovaskulární systém.

## C10A Léčiva ovlivňující hladinu lipidů, samotná

### C10AA Inhibitory HMG CoA reduktázy
C10AA01 Simvastatin
C10AA02 Lovastatin
C10AA03 Pravastatin
C10AA04 Fluvastatin
C10AA05 Atorvastatin
C10AA07 Rosuvastatin

### C10AB Fibráty
C10AB02 Bezafibrát
C10AB05 Fenofibrát
C10AB08 Ciprofibrát

### C10AC Adsorbenty žlučových kyselin
C10AC01 Cholestyramin

### C10AX Jiná léčiva ovlivňující hladinu lipidů
C10AX06 omega-3-triglyceridy
C10AX09 Ezetimib

## C10B Léčiva ovlivňující hladinu lipidů, kombinace

### C10BA Inhibitory HMG CoA reduktázy v kombinaci s jinými léčivy ovliv. hladinu lipidů
C10BA02 Simvastatin a ezetimib

### C10BX Inhibitory HMG CoA reduktázy, jiné kombinace
C10BX03 Atorvastatin, kombinace

## Poznámka
- Registrované léčivé přípravky na území České republiky.
- Informační zdroj: Státní ústav pro kontrolu léčiv, Všeobecná zdravotní pojišťovna.